# 苫小牧高等商業学校
苫小牧高等商業学校（とまこまいこうとうしょうぎょうがっこう）とは、北海道苫小牧市にある本科3年制の専修学校（高等専修学校）である。学校法人苫小牧学園に属している。主に中学を卒業した者を対象としており、簿記・会計・コンピュータといった商業科目を中心にしたカリキュラムにより、実践的なビジネス教育を指向している。なお、後述するように、北海道有朋高等学校と技能連携を行っているのも特徴であり（道内で2校のみ）、これにより卒業時には一般の高等学校同様、高等学校卒業資格を得ることができる。
最寄り駅はJR室蘭本線苫小牧駅で、徒歩約10分。

## 設置学科
- 総合ビジネス科（3年制）

## 沿革
- 1953年 「苫小牧編物専門学校」として開校
- 1964年 「苫小牧タイピスト専修学校」に改称
- 1970年 「苫小牧高等商業学校」に改称
- 1973年 学校法人苫小牧学園として法人格となる
- 1979年 専修学校として認可（それまでは各種学校扱い）
- 1999年 男女共学となる
- 2004年 商業科を総合ビジネス科へ学科名を変更する

## 特色
- 北海道有朋高等学校と連携して高等学校の通信教育を行なっていて3年目に高等学校卒業の証書を手にすることができる。

## 周辺の建物
- 苫小牧駅
- 苫小牧市役所
- 苫小牧警察署
- 苫小牧郵便局